# Theodor Grotthuss
Theodor Christian Johann Dietrich von Grotthuss (ur. 20 stycznia 1785 w Lipsku, zm. 14 marca 1822 w Geddutz) – niemiecki chemik i fizyk. W 1818 roku sformułował podstawowe prawo fotochemii, nazwane od jego nazwiska prawem Grotthussa lub prawem Grotthussa-Drapera. Badał mechanizm przewodzenia prądu elektrycznego w roztworach oraz dysocjację elektrolityczną. Zaproponował mechanizm transportu protonów w wodzie, znany obecnie jako mechanizm Grotthussa.